# Лесной (Курганская область)
Лесной — посёлок в Кетовском районе Курганской области. Входит в состав Марковского сельсовета.

## История
В 1966 году Указом Президиума ВС РСФСР посёлок Кетовского откормочного совхоза переименован в Лесной.

## Население
| 1989 | 2002 | 2010 |
| ---- | ---- | ---- |
| 74   | ↗88  | ↘51  |